# アンバトゥンヂャザーカ
アンバトゥンジャザーカ（マダガスカル語: Ambatondrazaka、マダガスカル語発音: [amˌbatuɳɖʐaˈzakə̥]）は、マダガスカルのアラウチャ湖の南東にある町である。町の名前は「ラザカの石の場所」を意味する。オーラル・ヒストリーによると、この町のある土地を拓いたのはランヂアンブルルナ Randriambololona という名の老人と、その3人の娘、ラセヘヌ Raseheno ラミアンガリ Ramiangaly ラザカ Razaka であったという。ラザカは成人したが子どもが生まれず、2人の姉妹の子どもから養子を迎えた。その際に、小さな楕円形の石で犠牲を屠り、養子を迎える儀式をした。その石のあった場所というのが、この町の名前の由来である。なお、2人の姉妹の名前も、町の周辺にある2つの丘の名前に残されている。
上記は18世紀の終わりごろの出来事である。石の所在は長らく不明になっていたが、1976年にその代わりの石がラザカの石として町の教会の南西角に据えられた。アンバトゥンヂャザーカのあるアラウチャ湖周辺の地域を「シハナカ地方」という。19世紀初頭頃のシハナカ地方の状況はよくわかっていないが、1823年にメリナ王国のラダマ1世がシハナカを征服する。その際、メリナはアンバトゥンヂャザーカの村のすぐ近くにある Andohatanjona にルヴァ(砦）を築き、中にサムピ（王権を象徴する物）を安置した。
アンバトゥンヂャザーカの人口は、フランスによる植民地統治の終わりごろ5000人以下であった。マダガスカル独立後の1962年前後に人口が5000人を超えて、行政区画単位コミューンのカテゴリが "rural" から "urbaine" に変更された。マダガスカル国立統計局の調査によると、2004年時点での人口は約35万人である。住民の生業は7割が農業である。
現代のアンバトゥンヂャザーカは、アラウチャ・マングル地域圏全体の行政を管轄する役所が設置され、地方行政・地方経済の中心都市である。また、アンバトゥンヂャザーカ郡の役所もアンバトゥンヂャザーカの町に設置されている。郡全体で20個ほどのコミューンを擁し、最小行政単位フクンターニが170ほど含まれる。アンバトゥンヂャザーカの町の標高は海抜770から800メートルほど。夏（12月-1月）の最高気温は摂氏30度程度、冬（7月-8月）の最低気温は摂氏18度程度。空港があり、南のムラマンガへ至る国道が引かれているが、2013-2014年時点では整備状態が劣悪と報告されている。

## 註釈
1. ↑  アンバトゥンヂャザーカ郡全体の人口[3]。INSATの報告書の46ページ参照[3]。
2. ↑  より詳細には、アンバトゥンヂャザーカを含むアラウチャ・マングル地域圏全体の統計（女性69.6%, 男性75.5%）[3]。この職業別人口構成はマダガスカル全体で見た場合とほぼ同じ[3]。